# Hove
Hove este un oraș pe coasta de sud a Marii Britanii, situat în comitatul Essex, regiunea South East, Anglia. Orașul se află într-o conurbație împreună cu orașul Brighton situat la est de acesta și cu numeroase alte sate situate de-a lungul coastei. Din punct de vedere administrativ, întreaga conurbație formează din 1997 o singură entitate Brighton & Hove, o autoritate unitară cu statut de oraș. 